# Stay Cool
Stay Cool es una película estadounidense independiente de comedia estrenada en 2009. Dirigida por Michael Polish y escrita por Mark Polish, estrenada en 2009. Sus protagonistas son Mark Polish, Winona Ryder y Hilary Duff. La película fue rodada a finales de julio de 2008 en Santa Clarita.

## Sinopsis
La historia gira en torno a un autor (Polish) que regresa a su escuela secundaria, sólo para encontrarse atrapado entre una antigua novia (Ryder) y una estudiante (Duff).

## Estreno
Stay Cool se estrenó el 23 de abril de 2009 en Estados Unidos en el Tribeca Film Festival y en noviembre de 2009 en el American Film Market.
- Datos: Q2297848